# Bröderna Mårtenssons båtbyggeri

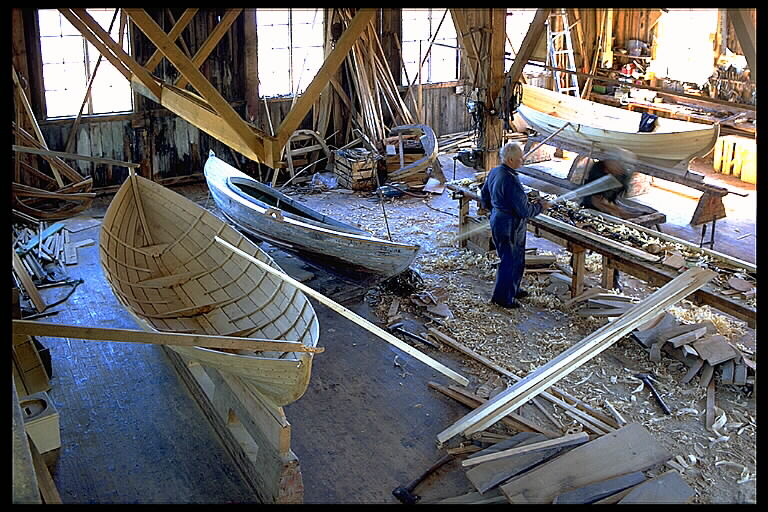

Bröderna Mårtenssons båtbyggeri är ett båtbyggeri med anor från 1912 på Östra Hästholmen i Torhamns socken i Karlskrona kommun. 
Båtbyggeriet uppfördes 1934, och innehåller verkstadslokaler, virkesvind, bastrumma och två dubbelportar mot havet. Båtbyggeriet, vars verksamhet startades 1912 av bröderna Hugo, Göte och Karl Mårtensson, var aktivt in på 1990-talet, och har sedan dess stått orört. 
Under 1940-talet installerades en ny maskinpark samt kaj, stenbryggor, slipanordning, wirespel och båtvagga. Man lät också uppföra en smedja för att tillverka utrustning samt beslag till båtarna. Smedjan möjliggjorde också galvanisering av metallprodukter. 